# Emilio Secci
Emilio Secci (Terni, 1º maggio 1912 – Terni, 8 gennaio 1976) è stato un politico italiano, sindaco di Terni dal 1955 al 1958.

## Biografia
Nato a Terni nel 1912, Emilio Secci svolse un'attività di impiegato nelle Acciaierie di Terni e di sindacalista nelle file della CGIL e nel Partito Comunista Italiano, prima di essere eletto Sindaco di Terni e successivamente per due legislature senatore, nelle file del PCI. Durante il suo mandato viene definita l'acquisizione di Palazzo Spada a nuova sede del Comune e viene dato impulso alla ricostruzione post-bellica della città di Terni. Di recente il Comune di Terni ha intitolato a "Emilio Secci” un ampio spazio verde.
Entrato a far parte della Giunta comunale di Terni nel novembre 1953 per rafforzare la presenza operaia nell'amministrazione di una città pesantemente colpita dalle conseguenze economiche e sociali dei licenziamenti operati dalla Società Terni, viene eletto sindaco di Terni il 19 febbraio 1955 in sostituzione del dimissionario Michiorri. Al suo posto in Giunta viene chiamata Ersilia Stefanini, mentre vengono riconfermati Angelo Moretti, Vincenzo Inches, Remo Righetti, Alfredo Urbinati, Bruno Galigani, Alfredo Antinucci e Ilio Marchili.
Fratello di Emilio Secci, si ricorda Torquato Secci, presidente della Associazione Vittime della Strage di Bologna, e curatore di diverse pubblicazioni sulla Cascata delle Marmore.